# 魏無知
魏 無知（ぎ むち、生没年不詳）は、秦末から前漢初期にかけての政治家。姓は姫、氏は魏、諱は無知。詳細は不明だが、魏の景湣王と魏を再興した魏咎・魏豹兄弟とは従兄弟の世代で、信陵君魏無忌の孫と伝わる。

## 略歴
当初は魏咎に仕えていたが、魏咎が秦の章邯が率いる軍勢に滅ぼされてしまったため、魏無知は劉邦のもとに身を寄せるようになった。魏無知が魏にあった時、同じく魏咎に仕えていた陳平と親交を深めた。この縁がきっかけとなり後に陳平が楚を辞した際には魏無知を頼って漢に走り、魏無知の推挙によって劉邦に仕えることとなり楚にいた頃と同じ都尉（軍を監察し規律を改める役）の役職を与えられた。
しかし、新参の陳平がいきなり都尉に任じられたことを漢の旧臣たちは快く思っていなかった。ある日周勃は劉邦に対し「陳平は容姿は玉で飾った冠の如く美しい男ですが、その中身は必ずしも伴っているとは言えません。私の聞くところでは陳平は官につく前は兄嫁と関係をもち、魏に仕えるも進言を用いられず、魏を去り楚に仕えるも容れられず、楚もまた去って漢に流れ着いたような男です。今、大王はこのような者に軍を監督するよう命じられましたから、諸将から賄賂を受けている有様です。どうかよくよくお考えください」と訴えた。これを聞いた劉邦は怒り、陳平を推挙した魏無知を責めた。すると魏無知は「私が推したのは彼の才能です。大王の問うところは品行のことです。今日、尾生や孝己のような道徳家がいて、勝敗の行方に何の益があるのでしょうか。大王はそのような言を用いられるほどの余裕がおありでしょうか」と応じた。魏無知の答えに深く納得した劉邦はその後も陳平を重用し、諸将も陳平についてあれこれと讒言することはなくなった。
こうして張良と並び前漢の名軍師として称えられた陳平が誕生した。後に天下を統一した劉邦が陳平に恩賞を与えた時、陳平は魏無知が自分を推挙し、非難を受けた際も擁護してくれた事を述べ、それを受けた劉邦は魏無知にも恩賞を与えた。
後世、曹操が世に埋もれた人材を求める際に、「陳平のように兄嫁に手を出したり、袖の下を取ったりした過去がある者でも、才能がある者ならば、そのようなことを気にするな。未だ魏無知に出会えずにいる者よ、自分の下に仕官せよ」と触れを出したことはよく知られる。